# 瀬名政勝
瀬名 政勝（せな まさかつ）は、安土桃山時代から江戸時代初期にかけての武将。徳川家康に仕え、旗本になった。

## 生涯
『寛政重修諸家譜』によると、父は瀬名氏明、母は葛山氏元の娘。
天正9年（1581年）、16歳で徳川家康に初謁。天正12年（1584年）2月より家康の側近くに仕え、この年の小牧の戦いにも従軍した。その後、大和国に知行300石を得た。
天正18年（1590年）3月11日、知行地のうち190石が旧知駿河国庵原郡瀬名村（現：静岡市葵区瀬名）に移され、家康が関東に移されると武蔵国入間郡に知行地が転じた。同年5月17日には御朱印を下付されている。
慶長5年（1600年）、関ヶ原の戦いに従軍。のちに大番に列した。
元和2年（1616年）4月14日没。享年51。江戸牛込の松源寺に葬られた。

## 系譜
『寛政重修諸家譜』は以下の2男を載せる。
- 清貞
- 吉久（正重）
八郎右衛門、甚左衛門。寛永5年（1628年）、徳川家光に初謁。別家を立てて旗本となる。小十人組・御納戸番士を経て、慶安元年（1648年）9月26日に小納戸役となる。しかし、慶安4年（1651年）部下の同心の罪に連座して改易された。